# 豊見城市立長嶺中学校
豊見城市立長嶺中学校（とみぐすくしりつ ながみねちゅうがっこう）は、沖縄県豊見城市にある市立中学校である。
女子バレーボール部、男子サッカー部は県内でもトップの成績を誇る。

## 通学区域
字饒波１～735、941～1142、字金良、字長堂、字嘉数、字根差部、字真玉橋、字高安483、484、502、508、514～516、531～548、550、552～1172

## 著名な出身者
- 比嘉寿光（元プロ野球選手）
- 大城滉二（プロ野球選手）
- 宜保翔（プロ野球選手）
- 宜保優（プロ野球選手）
- 池間夏海（女優）